# APEC Corea del Sur 2025
El APEC Corea del Sur 2025 será sede de una serie de reuniones anual del Foro de Cooperación Económica Asia-Pacífico (en inglés, Asia-Pacific Economic Cooperation, APEC) que se realizará en Corea del Sur el 2025. Se ha seleccionado a Gyeongju, a 275 kilómetros al sureste de Seúl, para albergar cumbre del APEC 2025. El 16 de noviembre de 2024 se transfirió la Presidencia del Foro de Cooperación Económica Asia Pacífico (APEC) al presidente de Corea del Sur, Lee Jae-myung, quien será el anfitrión de cumbre de líderes en el 2025.

## Asistentes
| Participantes en la Reunión de Líderes Económicos de APEC 2025 | Participantes en la Reunión de Líderes Económicos de APEC 2025 | Participantes en la Reunión de Líderes Económicos de APEC 2025 | Participantes en la Reunión de Líderes Económicos de APEC 2025 | Participantes en la Reunión de Líderes Económicos de APEC 2025 |
| Miembros                                                       | Denominación en la APEC                                        | Posición                                                       | Nombre                                                         |                                                                |
| -------------------------------------------------------------- | -------------------------------------------------------------- | -------------------------------------------------------------- | -------------------------------------------------------------- | -------------------------------------------------------------- |
| Australia                                                      | Australia                                                      | Primer ministro                                                | Anthony Albanese                                               |                                                                |
| Brunéi                                                         | Brunei Darussalam                                              | Sultán                                                         | Hassanal Bolkiah                                               |                                                                |
| Canadá                                                         | Canadá                                                         | Primer ministro                                                | Mark Carney                                                    |                                                                |
| Chile                                                          | Chile                                                          | Presidente                                                     | Gabriel Boric                                                  |                                                                |
| China                                                          | República Popular China                                        | Secretario general Presidente                                  | Xi Jinping                                                     |                                                                |
| Corea del Sur                                                  | República de Corea                                             | Presidente (anfitrión)                                         | Lee Jae-myung                                                  |                                                                |
| Estados Unidos                                                 | Estados Unidos                                                 | Presidente                                                     | Donald Trump                                                   |                                                                |
| Filipinas                                                      | Filipinas                                                      | Presidente                                                     | Bongbong Marcos                                                |                                                                |
| Hong Kong                                                      | Hong Kong, China                                               | Consejero Delegado                                             | John Lee                                                       |                                                                |
| Indonesia                                                      | Indonesia                                                      | Presidente                                                     | Prabowo Subianto                                               |                                                                |
| Japón                                                          | Japón                                                          | Primer ministro                                                | Shigeru Ishiba                                                 |                                                                |
| Malasia                                                        | Malasia                                                        | Primer ministro                                                | Anwar Ibrahim                                                  |                                                                |
| México                                                         | México                                                         | Presidenta                                                     | Claudia Sheinbaum                                              |                                                                |
| Nueva Zelanda                                                  | Nueva Zelanda                                                  | Primer ministro                                                | Christopher Luxon                                              |                                                                |
| Papúa Nueva Guinea                                             | Papúa Nueva Guinea                                             | Primer ministro                                                | James Marape                                                   |                                                                |
| Perú                                                           | Perú                                                           | Presidenta                                                     | Dina Boluarte                                                  |                                                                |
| Rusia                                                          | Rusia                                                          | Por definir                                                    | Por definir                                                    |                                                                |
| Singapur                                                       | Singapur                                                       | Primer ministro                                                | Lawrence Wong                                                  |                                                                |
| Tailandia                                                      | Tailandia                                                      | Primera ministra                                               | Paethongtarn Shinawatra                                        |                                                                |
| Taiwán                                                         | Taipéi Chino                                                   | Por definir                                                    | Por definir                                                    |                                                                |
| Vietnam                                                        | Vietnam                                                        | Presidente                                                     | Lương Cường                                                    |                                                                |